# Pauline Parmentier
Pauline Parmentier (Cucq, 31 gennaio 1986) è un'ex tennista francese.

## Carriera
La sua carriera come professionista inizia nel 2004 nel doppio, e nel 2005 Pauline viene ammessa anche nei tornei singolari. Agli US Open 2007 raggiunge il secondo turno dopo aver sconfitto Tatjana Maria, venendo poi eliminata da Martina Hingis.
Il suo primo titolo WTA è datato ottobre 2007 al Tashkent Open in Uzbekistan.
Ha rappresentato la sua nazione alle Olimpiadi 2008, in seguito al ritiro di Mary Pierce e Amélie Mauresmo.

## Statistiche WTA

### Singolare

#### Vittorie (4)
| Legenda: Prima del 2009 | Legenda: Dal 2009     |
| ----------------------- | --------------------- |
| Grande Slam (0)         |                       |
| Ori Olimpici (0)        |                       |
| WTA Finals (0)          |                       |
| WTA Elite Trophy (0)    |                       |
| Tier I (0)              | Premier Mandatory (0) |
| Tier II (0)             | Premier 5 (0)         |
| Tier III (1)            | Premier (0)           |
| Tier IV (1)             | International (2)     |
| Tier V (0)              | International (2)     |

| N. | Data              | Torneo                         | Superficie    | Rivale in finale   | Risultato     |
| 1. | 6 ottobre 2007    | Tashkent Open, Tashkent        | Cemento       | Viktoryja Azaranka | 7-5, 6-2      |
| 2. | 20 luglio 2008    | Gastein Ladies, Bad Gastein    | Terra rossa   | Lucie Hradecká     | 6-4, 6-4      |
| 3. | 29 aprile 2018    | Istanbul Cup, Istanbul         | Terra rossa   | Polona Hercog      | 6-4, 3-6, 6-3 |
| 4. | 16 settembre 2018 | Coupe Banque Nationale, Québec | Sintetico (i) | Jessica Pegula     | 7-5, 6-2      |

### Doppio

#### Sconfitte (1)
| Legenda               |
| --------------------- |
| Grande Slam (0)       |
| Argenti Olimpici (0)  |
| WTA Finals (0)        |
| WTA Elite Trophy (0)  |
| Premier Mandatory (0) |
| Premier 5 (0)         |
| Premier (0)           |
| International (1)     |

| N. | Data           | Torneo                    | Superficie | Compagna     | Avversarie in finale           | Punteggio |
| 1. | 27 agosto 2011 | Texas Tennis Open, Dallas | Cemento    | Alizé Cornet | Alberta Brianti Sorana Cîrstea | 5-7, 3-6  |

## Circuito WTA 125

### Doppio

#### Sconfitte (1)
| N. | Data             | Torneo                         | Superficie  | Compagna     | Avversarie in finale               | Punteggio |
| 1. | 12 novembre 2017 | Engie Open de Limoges, Limoges | Cemento (i) | Chloé Paquet | Valerija Savinych Maryna Zanevs'ka | 0-6, 2-6  |

## Statistiche ITF

### Singolare

#### Vittorie (10)
| Torneo $100.000 (3) |
| Torneo $80.000 (0)  |
| Torneo $75.000 (1)  |
| Torneo $60.000 (0)  |
| Torneo $50.000 (1)  |
| Torneo $25.000 (4)  |
| Torneo $15.000 (0)  |
| Torneo $10.000 (1)  |

| N.  | Data             | Torneo                                                                              | Superficie  | Rivale in finale         | Risultato        |
| 1.  | 30 novembre 2004 | ITF Women's Circuit Cairo, Il Cairo                                                 | Terra rossa | Yulia Ustyuzhanina       | 6-1, 6-1         |
| 2.  | 17 gennaio 2007  | Emerald Coast Association of Realtors $25,000 Women's Challenger, Fort Walton Beach | Cemento     | Jana Juricová            | 6-4, 6-3         |
| 3.  | 10 aprile 2007   | Open GDF SUEZ de Biarritz, Biarritz                                                 | Terra rossa | Selima Sfar              | 6-2, 6-4         |
| 4.  | 24 luglio 2007   | ITF Roller Open, Pétange                                                            | Terra rossa | Martina Müller           | 6-1, 6-4         |
| 5.  | 25 ottobre 2009  | Open International de la Ville de Saint Raphael, Saint-Raphaël                      | Cemento     | Sandra Záhlavová         | 7-6(4), 6-2      |
| 6.  | 11 giugno 2011   | Open GDF SUEZ de Marseille, Marsiglia                                               | Terra rossa | Irina-Camelia Begu       | 6-3, 6-2         |
| 7.  | 10 luglio 2011   | Open GDF SUEZ de Biarritz, Biarritz                                                 | Terra rossa | Patricia Mayr-Achleitner | 1-6, 6-4, 6-4    |
| 8.  | 9 febbraio 2014  | Open GDF Suez De L'Isere, Grenoble                                                  | Cemento (i) | Anastasyja Vasyl'eva     | 2-6, 6-0, 6-4    |
| 9.  | 13 giugno 2015   | Bredeney Ladies Open, Essen                                                         | Terra rossa | Viktorija Golubic        | 3–6, 7–6(4), 6–3 |
| 10. | 10 luglio 2016   | Lorraine Open 88, Contrexéville                                                     | Terra rossa | Océane Dodin             | 6-1, 6-1         |

#### Sconfitte (15)
| Torneo $100.000 (6) |
| Torneo $80.000 (0)  |
| Torneo $75.000 (0)  |
| Torneo $60.000 (0)  |
| Torneo $50.000 (3)  |
| Torneo $25.000 (5)  |
| Torneo $15.000 (0)  |
| Torneo $10.000 (1)  |

| N.  | Data              | Torneo                                                                          | Superficie  | Rivale in finale       | Risultato        |
| 1.  | 6 dicembre 2004   | ITF Women's Circuit Cairo, Il Cairo                                             | Terra rossa | Galina Fokina          | 4–6, 3–6         |
| 2.  | 2 luglio 2006     | Open GDF SUEZ du Périgord, Périgueux                                            | Terra rossa | Jevgenija Savrans'ka   | 6–1, 6(3)–7, 2–6 |
| 3.  | 11 ottobre 2009   | AEGON Pro Series Barnstaple, Barnstaple                                         | Cemento (i) | Johanna Larsson        | 2–6, 2–6         |
| 4.  | 4 luglio 2010     | International Country Cuneo, Cuneo                                              | Terra rossa | Romina Oprandi         | 0–6, 2–6         |
| 5.  | 31 ottobre 2010   | Internationaux Féminins de la Vienne, Poitiers                                  | Cemento (i) | Sofia Arvidsson        | 2-6, 6(4)-7      |
| 6.  | 8 maggio 2011     | Open GDF SUEZ de Cagnes-sur-Mer Alpes-Maritimes, Cagnes-sur-Mer                 | Terra rossa | Sorana Cîrstea         | 7–6(5), 2–6, 2–6 |
| 7.  | 17 luglio 2012    | Open GDF SUEZ de Marseille, Marsiglia                                           | Terra rossa | Lourdes Domínguez Lino | 3–6, 3–6         |
| 8.  | 15 settembre 2013 | Open Krys de Mont-de-Marsan, Mont-de-Marsan                                     | Terra rossa | Teliana Pereira        | 1–6, 4–6         |
| 9.  | 22 settembre 2013 | Open 35 de Saint-Malo, Saint-Malo                                               | Terra rossa | Teliana Pereira        | 2–6, 1–6         |
| 10. | 23 febbraio 2014  | AEGON Pro Series Nottingham, Nottingham                                         | Cemento (i) | Ekaterina Byčkova      | 0–3, rit.        |
| 11. | 5 aprile 2014     | AEGON Pro Series Edgbaston, Edgbaston                                           | Cemento (i) | Çağla Büyükakçay       | 4–6, 6–2, 2–6    |
| 12. | 18 maggio 2014    | Open International Féminin Midi-Pyrénées Saint-Gaudens Comminges, Saint-Gaudens | Terra rossa | Danka Kovinić          | 1–6, 2–6         |
| 13. | 1º giugno 2015    | Open GDF SUEZ de Marseille, Marsiglia                                           | Terra rossa | Monica Niculescu       | 2–6, 5–7         |
| 14. | 26 ottobre 2015   | Internationaux Féminins de la Vienne, Poitiers                                  | Cemento (i) | Monica Niculescu       | 5–7, 2–6         |
| 15. | 2 aprile 2016     | Open GDF Suez Seine-et-Marne, Croissy-Beaubourg                                 | Cemento (i) | Ivana Jorović          | 1–6, 6–4, 4–6    |

### Doppio

#### Vittorie (3)
| Torneo $100.000 (0) |
| Torneo $80.000 (0)  |
| Torneo $75.000 (0)  |
| Torneo $60.000 (0)  |
| Torneo $50.000 (0)  |
| Torneo $25.000 (2)  |
| Torneo $15.000 (0)  |
| Torneo $10.000 (1)  |

| N. | Data             | Torneo                                      | Superficie  | Partner         | Rivali in finale                      | Risultato        |
| 1. | 17 novembre 2003 | Open Waterford Wedgwood, Deauville          | Terra rossa | Aurélie Védy    | Maria Geznenge Zuzana Hejdová         | 5-7, 6-2, 6-1    |
| 2. | 24 novembre 2004 | ITF Women's Circuit Cairo, Il Cairo         | Terra rossa | Petra Cetkovská | Galina Fokina Raissa Gurevič          | 6-4, 6-2         |
| 3. | 1º marzo 2015    | Circuito Feminino Future de Tênis, Campinas | Terra rossa | Olivia Rogowska | Andrea Gámiz Paula Cristina Gonçalves | 7-5, 4-6, [10-8] |

#### Sconfitte (2)
| Torneo $100.000 (0) |
| Torneo $80.000 (0)  |
| Torneo $75.000 (0)  |
| Torneo $60.000 (0)  |
| Torneo $50.000 (1)  |
| Torneo $25.000 (0)  |
| Torneo $15.000 (0)  |
| Torneo $10.000 (1)  |

| N. | Data           | Torneo                                    | Superficie  | Partner               | Rivali in finale                         | Risultato |
| 1. | 19 luglio 2003 | Open International du Touquet, Le Touquet | Terra rossa | Mandy Minella         | Natacha Randriantefy Aurélie Védy        | 2–6, 2–6  |
| 2. | 18 luglio 2009 | Open 88 Contrexéville, Contrexéville      | Terra rossa | Stéphanie Cohen-Aloro | Yvonne Meusburger Kathrin Wörle-Scheller | 2–6, 2–6  |

## Risultati in progressione
| Sigla | Risultato               |
| ----- | ----------------------- |
| V     | Vincitore               |
| F     | Finalista               |
| SF    | Semifinalista           |
| O     | Oro olimpico            |
| A     | Argento olimpico        |
| SF    | Bronzo olimpico         |
| QF    | Quarti di Finale        |
| 4T    | Quarto turno            |
| 3T    | Terzo turno             |
| 2T    | Secondo turno           |
| 1T    | Primo turno             |
| RR    | Round Robin             |
| LQ    | Turno di qualificazione |
| A     | Assente                 |
| ND    | Non disputato           |

| Legenda superfici    |
| -------------------- |
| Cemento              |
| Terra battuta        |
| Erba                 |
| Superficie variabile |

### Singolare
| Tornei del Grande Slam |     |     |     |     |     |     |     |     |     |     |     |       |
| Australian Open        | LQ  | LQ  | LQ  | 2T  | A   | 1T  | 1T  | 1T  | 1T  | 1T  | 1T  | 2–7   |
| Open di Francia        | 1T  | 1T  | 2T  | 1T  | 1T  | 1T  | 2T  | 1T  | 1T  | 4T  | 1T  | 5–11  |
| Wimbledon              | LQ  | LQ  | LQ  | 2T  | 2T  | 1T  | 2T  | 1T  | 1T  | Q1  |     | 3–6   |
| US Open                | 2T  | LQ  | 2T  | 2T  | A   | 2T  | 2T  | 3T  | Q2  | 1T  |     | 7–7   |
| Vittorie-sconfitte     | 1–2 | 0–1 | 2–2 | 3–4 | 1–2 | 1–4 | 3–4 | 2–4 | 0–3 | 3–3 | 0-2 | 17–31 |
| Ranking di fine anno   | 197 | 119 | 59  | 62  | 109 | 102 | 74  | 66  | 225 | 79  |     |       |

## Vittorie contro le top-10 per stagione
| Stagione | 2018 | 2019 | Totale |
| Vittorie | 1    | 1    | 2      |

| #    | Giocatrice         | Ranking | Evento                 | Superficie  | Turno | Punteggio      | Rank. PPR |
| ---- | ------------------ | ------- | ---------------------- | ----------- | ----- | -------------- | --------- |
| 2018 |                    |         |                        |             |       |                |           |
| 1.   | Caroline Wozniacki | 2       | İstanbul Cup, Istanbul | Terra rossa | QF    | 4-6, 6-3, rit. | 122       |
| 2019 |                    |         |                        |             |       |                |           |
| 2.   | Elina Svitolina    | 6       | Madrid Open, Madrid    | Terra rossa | 1T    | 6-4, 7-6(6)    | 69        |